# Estat anòmal de coneixement (ASK, anomalous state of knowledge)
L'estat anòmal de coneixement (ASK, anomalous state of knowledge) és una teoria del concepte de recuperació d'informació documental, proposada el 1978 per Nicholas Belkin i desenvolupada el 1982 per Belkin, Oddy i Brooks, per tal d'explicar com s'esdevenen les necessitats d'informació.

## Teoria de l'estat anòmal del coneixement
Segons Nicholas Belkin, tota cerca comença amb la detecció d'un problema i la necessitat de resoldre'l.
D'acord amb aquesta teoria, un estat anòmal de coneixement succeeix quan un individu s'adona que té una manca de coneixement respecte del problema amb el qual s'enfronta o que aquest coneixement no és prou adequat. Aleshores, i amb la intenció de solucionar aquest estat anòmal, comença la seva cerca i recuperació d'informació. L'estat anòmal continua fins que el buit que l'individu ha detectat en el seu coneixement no és cobert amb la informació que considera necessària i adequada. En cas que la informació recuperada no solucioni la seva manca de coneixement, i, sempre que l'individu segueixi tenint prou motivació o necessitat, la seva cerca d'informació continuarà, ja que segueix existint l'anomalia que havia detectat.
Belkin, Oddy i Brooks van pensar que, si tractava directament amb l'estat anòmal de coneixement de l'usuari (que consideraven representable i identificable), en lloc de tractar amb la necessitat d'informació de l'usuari (que no consideraven representable ni identificable), un Sistema de recuperació d'informació ben dissenyat podria servir en la recerca d'informació d'un usuari amb una necessitat d'informació desconeguda de manera més natural que els sistemes actuals. Aquest sistema consistiria en un procés de 5 etapes:
1. Representar el coneixement de l'usuari del tema sobre el qual està buscant informació.
2. Analitzar les característiques estructurals de l'estat anòmal de coneixement de l'usuari i establir la seva connectivitat global.
3. Classificar els estats anòmals de coneixement d'acord un esquema de classificació estructural global.
4. En funció de la puntuació obtinguda segons la seva connectivitat, la classificació de l'estat anòmal de coneixement estableix l'estratègia de recuperació.
5. Una vegada s'ha establert l'estratègia de recuperació i s'han presentat a l'usuari els documents rellevants, aquest els ha de llegir i entendre per a resoldre el seu estat anòmal de coneixement.

## Relacions
L'estat anòmal de coneixement està relacionat amb els paradigmes informacionals, i concretament amb l'enfocament cognitiu de la recuperació de la informació, el qual considera l'usuari part del sistema. Aquest enfocament manté que és la interacció dels estats anímics de l'individu, així com de les seves creences, interessos i motivacions personals, la que provoca la necessitat d'informació. Peter Ingwersen anomena “label effect” les dificultats que l'individu es troba quan ha d'expressar per escrit la seva necessitat informativa, ja que li ocasiona una pèrdua d'intencionalitat.
Aquesta necessitat d'informació és, posteriorment, identificada per Carol Kuhlthau (1991), en el seu model del procés de cerca d'informació, com un estat d'incertesa que provoca ansietat i falta de confiança a l'individu, el qual passa per les etapes d'iniciació, selecció, exploració, formulació, col·lecció i presentació.